# Équipe du Japon des moins de 20 ans de football
Cet article traite de l'équipe masculine. Pour l'équipe masculine, voir Équipe du Japon féminine de football des moins de 20 ans.
Maillots
L'équipe du Japon des moins de 20 ans ou Japon U20 est une sélection de footballeurs de moins de 20 ans au début des deux années de compétition placée sous la responsabilité de la Fédération japonaise de football. Elle n'a jusqu'à présent jamais été titrée au niveau mondial, disputant tout de même une finale de Coupe du monde en 1999, tandis qu'elle a remporté un titre en Championnat d'Asie lors de l'édition 2016.

## Sélection actuelle

### U19
Les joueurs suivants suivront une série de matchs amicaux en Espagne du 12 au 22 novembre 2022,.
Gardiens
- Ryoya Kimura
- Manafu Wakabayashi

Défenseurs
- Shinya Nakano
- Hayato Tanaka
- Shuta Kikuchi
- Hayate Matsuda
- Kosei Suwama
- Yusei Yashiki
- Shunsuke Nishikubo
- Kota Takai

Milieux
- Riku Yamane
- Kodai Sano
- Kuryu Matsuki
- Sota Kitano
- Issei Kumatoriya
- Takatora Einaga
- Kenshin Yasuda
- Takuhiro Nakai
- Taichi Fukui
- Hidemasa Koda

Attaquants
- Isa Sakamoto
- Naoki Kumata

### U18
Les joueurs suivants suivront une série de matchs amicaux en Espagne du 3 au 12 novembre 2022,.
Gardiens
- Ryusei Haruna
- Sosuke Tamura

Défenseurs
- Shuntaro Yaguchi
- Renta Higashi
- Shawn Van Eerden
- Niko Takahashi
- Shogo Terasaka
- Atsushi Inagaki
- Rion Ichihara

Milieux
- Yoshihiro Shimoda
- Kosuke Matsumura
- Nelson Ishiwatari
- Hayase Takashio
- Hikaru Takahashi
- Josei Sato
- Shunya Sakai
- Denis Jun Parkinson

Attaquants
- Harumi Minamino
- Kotaro Uchino
- Shinnosuke Kinoshita
- Niina Tominaga

## Palmarès
- Championnat d'Asie (1)
  - Vainqueur : 2016 (en)
  - Finaliste : 1973 (en), 1994 (en), 1998 (en), 2000 (en), 2002 (en), 2006 (en)

- Coupe du monde
  - Finaliste : 1999

## Compétitions internationales

### Résultats en Coupe du monde de football des moins de 20 ans
| Année | Résultat           | MJ           | V            | N            | D            | BP           | BC           |              |
| ----- | ------------------ | ------------ | ------------ | ------------ | ------------ | ------------ | ------------ | ------------ |
| 1977  | Non qualifié       | Non qualifié | Non qualifié | Non qualifié | Non qualifié | Non qualifié | Non qualifié | Non qualifié |
| 1979  | 1er tour           | 3            | 0            | 2            | 1            | 1            | 2            |              |
| 1981  | Non qualifié       | Non qualifié | Non qualifié | Non qualifié | Non qualifié | Non qualifié | Non qualifié | Non qualifié |
| 1983  | Non qualifié       | Non qualifié | Non qualifié | Non qualifié | Non qualifié | Non qualifié | Non qualifié | Non qualifié |
| 1985  | Non qualifié       | Non qualifié | Non qualifié | Non qualifié | Non qualifié | Non qualifié | Non qualifié | Non qualifié |
| 1987  | Non qualifié       | Non qualifié | Non qualifié | Non qualifié | Non qualifié | Non qualifié | Non qualifié | Non qualifié |
| 1989  | Non qualifié       | Non qualifié | Non qualifié | Non qualifié | Non qualifié | Non qualifié | Non qualifié | Non qualifié |
| 1991  | Non qualifié       | Non qualifié | Non qualifié | Non qualifié | Non qualifié | Non qualifié | Non qualifié | Non qualifié |
| 1993  | Non qualifié       | Non qualifié | Non qualifié | Non qualifié | Non qualifié | Non qualifié | Non qualifié | Non qualifié |
| 1995  | Quart de finale    | 4            | 1            | 1            | 2            | 6            | 6            |              |
| 1997  | Quart de finale    | 5            | 2            | 1            | 2            | 12           | 9            |              |
| 1999  | Finale             | 7            | 4            | 1            | 2            | 11           | 9            |              |
| 2001  | 1er tour           | 3            | 1            | 0            | 2            | 4            | 4            |              |
| 2003  | Quart de finale    | 5            | 3            | 0            | 2            | 6            | 10           |              |
| 2005  | Huitième de finale | 4            | 0            | 2            | 2            | 3            | 5            |              |
| 2007  | Huitième de finale | 4            | 2            | 2            | 0            | 6            | 3            |              |
| 2009  | Non qualifié       | Non qualifié | Non qualifié | Non qualifié | Non qualifié | Non qualifié | Non qualifié | Non qualifié |
| 2011  | Non qualifié       | Non qualifié | Non qualifié | Non qualifié | Non qualifié | Non qualifié | Non qualifié | Non qualifié |
| 2013  | Non qualifié       | Non qualifié | Non qualifié | Non qualifié | Non qualifié | Non qualifié | Non qualifié | Non qualifié |
| 2015  | Non qualifié       | Non qualifié | Non qualifié | Non qualifié | Non qualifié | Non qualifié | Non qualifié | Non qualifié |
| 2017  | Huitième de finale | 4            | 1            | 1            | 2            | 4            | 6            |              |
| 2019  | Huitième de finale | 4            | 1            | 2            | 1            | 4            | 2            |              |
| 2023  | 1er tour           | 3            | 1            | 0            | 2            | 3            | 4            |              |
| 2025  | Qualifiée          | -            | -            | -            | -            | -            | -            |              |
| Total | 11/24              | 46           | 16           | 12           | 18           | 60           | 60           |              |